# OpenTTD
OpenTTD er en open-source spilmotor til Chris Sawyers spil Transport Tycoon Deluxe.  De nyeste versioner, begynder med version 0.6.0 udgivet i april 2008, der er skrevet i C++.
OpenTTD indeholder de samme funktioner fra det originale spil, dog er nogle funktioner opdateret eller nye er kommet til, heriblandt kanaler, omvendte og udvidede togstationer, og tilhørende lufthavne. Den nok mest populære funktion der ikke var med i det gamle spil, er multiplayer. Det tilbyder LAN og internet spil offentligt, internationale servere med op til 11 spillere.
De inkorporerer funktioner såsom TTDPatch, hvilket er udgivet under GNU GPL licensen. Både OpenTTD og TTDPatch er ikke "standalone" spil – OpenTTD kræver ikke Transport Tycoon Deluxe eksekverbar filer, det kræver dog derimod spillets grafiske filer. Dog tilbyder version 1.0 at man kan benytte OpenGFX (samt andre open-source grafikpakker), der er lavet af OpenTTDs fællesskab.  
Spillets lovlighed er dog blevet sat under spørgsmål, da de originale versioner opstod ved at afkode de binære filer fra den originale version.